# 賽格廣場
賽格廣場（英語：SEG Plaza），是位于深圳福田区华强北的一座摩天大樓，由深圳市賽格集團有限公司直接投資興建。大樓高71層，總高度曾达到355.8米，于2021年9月拆除桅杆，现總高度為291.6米，建筑面积16.43万平方米，现为深圳第二十高樓。
大廈地庫1-4層為停車場，地面以上首9層為赛格電子市場，13-49樓為辦公室，50-68樓為酒店（已改為辦公室），71及72樓是旅遊觀光層（已關閉，转为办公用途），73及74樓是設備層，而75樓頂層則為直升機停機坪。

## 設計
塔樓採用43.2米×43.2米的正方形切角的八邊形平面，建築與架構緊密結合，使用鋼管混凝土架構，是中國首例鋼管混凝土結構的超高層建築。大樓更榮獲1996年中建總公司優秀工程設計一等獎；1999年“深圳十大明星樓盤”之一；2000年國家科技進步二等獎。

## 历史
赛格广场地块前身是建于20世纪80年代的赛格集团第一代总部大楼，名为工业大厦，当时赛格总部大楼与上步工业区（今华强北）其他工厂大厦在建筑规模上并无差别。其中，大楼一楼即为创于1988年3月18日的深圳电子配套市场（赛格电子市场的前身），1990年深圳电子配套市场便扩展至大楼二层，后又扩展至大楼全部楼层。
随着华强北的发展，作为华强北电子商圈核心的赛格电子市场受旧场地限制而远远不能满足需要，再加上当时的各大企业集团大多进行多元化发展（尤其是房地产业）以扩展收益，于是在1996年，以王殿甫为首的赛格集团新班子决定拆除旧办公大楼，在一万平方米地块上兴建赛格广场，作为其总部和赛格电子市场的长期地点。
赛格广场於1996年1月動工興建，1999年9月完工，2000年全面落成。大樓在建築期間，在深圳創下了每2.7天建造一層的深圳速度。落成当时，为深圳的第二高楼、也是福田区的最高建筑物。当时赛格電子市場即使用地面以上首7層共5万多平方米的空间，还有顶部多达17层作为酒店使用（已停业，现已转换为办公用途）。
2015年6月13日，赛格集团在华强北赛格广场的11、12、13楼打造的赛格众创空间正式启用。

## 樓層佈局
| 樓層             | 設施／承租戶 |
| 頂部（直升機坪） | 頂部（直升機坪） |
| ---------------- | --- |
| 74               | 機電層 |
| 73               | 機電層 |
| 72               | 辦公樓層（前觀景台） |
| 71               | 辦公樓層（前觀景台） |
| 70               | 辦公樓層（前酒店客房） |
| 69               | 辦公樓層（前酒店客房） |
| 68               | 辦公樓層（前酒店客房） |
| 67               | 辦公樓層（前酒店客房） |
| 66               | 辦公樓層（前酒店客房） |
| 65               | 辦公樓層（前酒店客房） |
| 64               | 辦公樓層（前酒店客房） |
| 63               | 辦公樓層（前酒店客房） |
| 62               | 賽格集團 |
| 61               | 賽格集團 |
| 60               | 深圳市拿大投資有限公司 |
| 59               | 辦公樓層（前酒店客房） |
| 58               | 辦公樓層（前酒店客房） |
| 57               | 辦公樓層（前酒店客房） |
| 56               | 辦公樓層（前酒店客房） |
| 55               | 辦公樓層（前酒店客房） |
| 54               | 辦公樓層（前酒店客房） |
| 53               | 辦公樓層（前酒店客房） |
| 52               | 辦公樓層（前酒店客房） |
| 51               | 辦公樓層（前酒店客房） |
| 50               | 機電層 |
| 49               | 辦公樓層 |
| 48               | 深圳市沃靈科技有限公司（4803室） |
| 47               | 辦公樓層 |
| 46               | 辦公樓層 |
| 45               | 深圳市智脈通電子科技有限公司（4585室） |
| 44               | 深圳市聯信中邦電子有限公司（4402室） |
| 43               | 辦公樓層 |
| 42               | 辦公樓層 |
| 41               | 辦公樓層 |
| 40               | 辦公樓層 |
| 39               | 辦公樓層 |
| 38               | 辦公樓層 |
| 37               | 輝映磁電有限公司深圳代表處（3706B室） |
| 36               | 深圳市環宇星臣貿易有限公司（3601B室） |
| 35               | 辦公樓層 |
| 34               | 辦公樓層 |
| 33               | 辦公樓層 |
| 32               | 辦公樓層 |
| 31               | 香港都會大學深圳辦事處（3101室） |
| 30               | 恆宇集團（3010室）、深圳市欣騰達科技有限公司（3011B室）、多能電路板維修有限公司（3011室）                                                                                              |
| 29               | 辦公樓層 |
| 28               | 辦公樓層 |
| 27               | 辦公樓層 |
| 26               | 辦公樓層 |
| 25               | 深圳市世紀紅電子有限公司/深圳市國能電業有限公司（華強北路）（2501B室）、 創芯國際（香港）有限公司（25樓部分）、深圳迪順通科技有限公司（25樓部分）、 深圳成遠達科技有限公司（25樓部分） |
| 24               | 深圳市勁電寶新能源科技有限公司 |
| 23               | 恆森科技（2309B室）、深圳市安勝電子有限公司（2303室） |
| 22               | 光能數位科技有限公司（2203室）、泓譽創誠科技開發有限公司（22樓部分） |
| 21               | 深圳聯美科技有限公司（21樓部分）、燁鑫電子科技技術（21樓部分） |
| 20               | 深圳浩潔科技有限公司 |
| 19               | 辦公樓層 |
| 18               | 辦公樓層 |
| 17               | 深圳市辰威科技有限公司（17樓部分）、深圳愛酷奇科技有限公司 （17樓部分）、機電房 |
| 16               | 深圳市華元盛世科技有限公司 |
| 15               | 辦公樓層 |
| 14               | 深圳市創海同電子有限公司（1411B室）、開平銘星電子有限公司深圳辦事處（1402B室） |
| 13               | 賽格眾創空間 |
| 12               | 賽格眾創空間 |
| M                | 賽格眾創空間 |
| 11               | 賽格眾創空間 |
| 10               | 賽格電子市場 |
| 9                | 賽格電子市場 |
| 8                | 賽格電子市場 |
| 7                | 賽格電子市場 |
| 6                | 賽格電子市場 |
| 5                | 賽格電子市場 |
| 4                | 賽格電子市場 |
| 3                | 賽格電子市場 |
| 2                | 賽格電子市場 |
| 1                | 辦公室大堂、賽格電子市場、上落客區 |
| B1               | 停車場、貨物起卸區 |
| B2               | 停車場、機電層 |
| B3               | 停車場、機電層 |
| B4               | 停車場、機電層 |

## 電梯配置

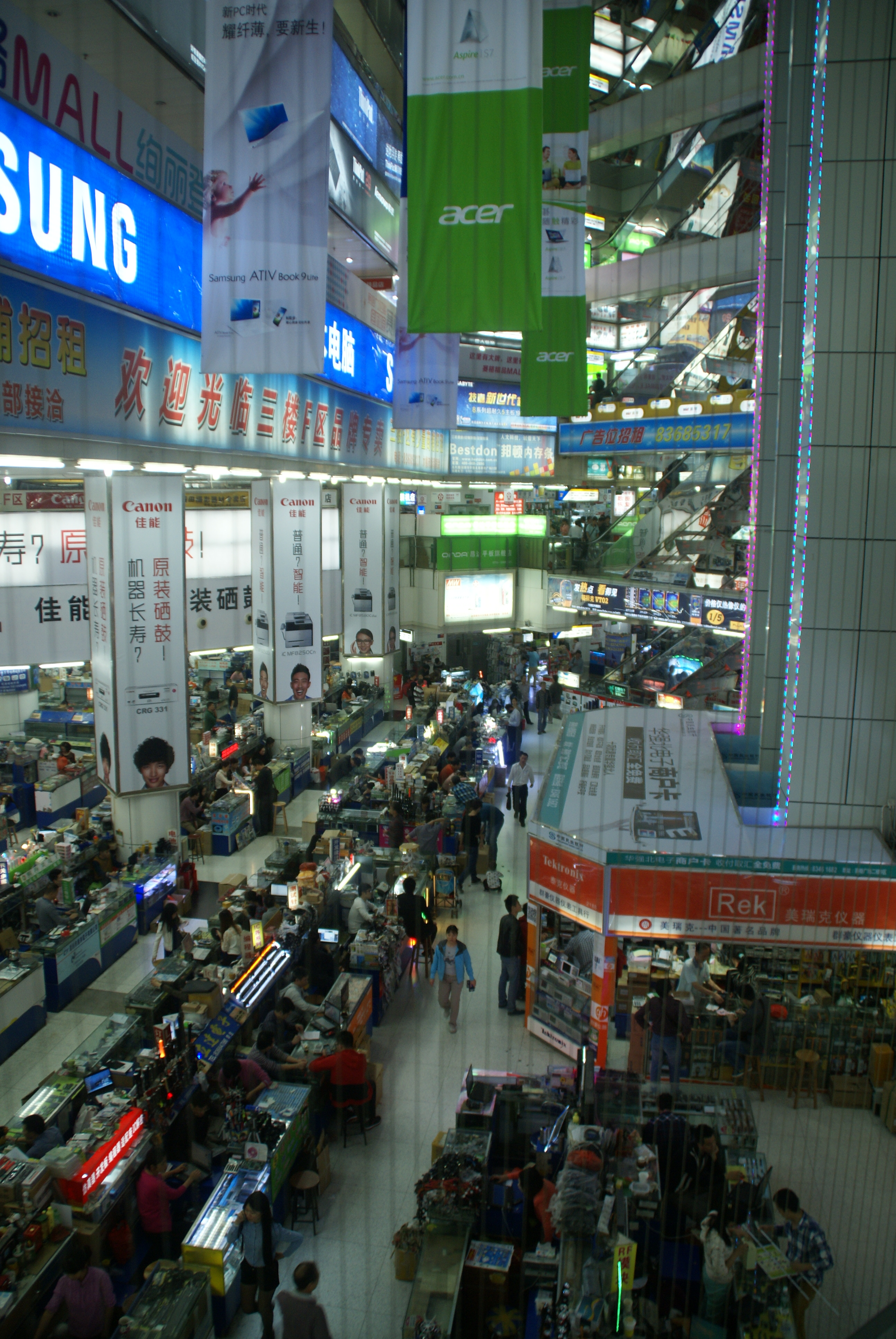
賽格電子市場中庭（2013年）

賽格廣場電梯服務樓層列表（除電子市場電梯和辦公高區電梯為三菱電機外，其他電梯一律採用奧的斯電梯）
- 電子市場專用電梯（主塔樓2部，裙樓6部）：B4-10
- 來往11/F-26/F樓層之辦公電梯（2部）：B1、1、11-18、20-26
- 來往11/F-26/F樓層之服務電梯（2部）：B3-1、11-26
- 來往26/F-45/F樓層之辦公電梯（3部）：B1、1、26-33、35-40
- 來往26/F-45/F樓層之服務電梯（3部）：B3-1、9、10、26-33、35-45
- 來往46/F-61/F樓層之辦公電梯（3部）：45-48、50-61
- 來往46/F-62/F樓層之服務電梯（3部）：45-62
- 來往61/F-70/F樓層之辦公電梯（2部）：61-70（不停70/F）
- 來往45/F空中大堂之穿梭電梯（2部）：B1-2、45（不停2/F）
- 來往61/F空中大堂之穿梭電梯（2部）：B1-2、61（不停2/F）
- 來往空中大堂之穿梭電梯（1部）：B1-2、45、49、61（不停2/F、49/F）
- 來往空中大堂之穿梭電梯（1部）：B1、1、11、45、49、61（不停11/F、49/F）
- 消防及服務電梯（1部）：B3-11、M、12-68、71
- 消防及服務電梯（1部）：B3-11、M、12-69

## 入駐租戶
现以深圳本地科技公司為主，也有港资企业的办事处入驻。
- 賽格集團總公司（61-62樓）
- 深圳市拿大投資有限公司（60樓）
- 深圳市智脈通電子科技有限公司（4585室）
- 深圳市聯信中邦電子有限公司（4402室）
- 深圳市沃靈科技有限公司（4803室）
- 輝映磁電有限公司深圳代表處（3706B室）
- 深圳市環宇星臣貿易有限公司（3601B室）
- 都大顧問（深圳）有限公司（香港都會大學深圳辦事處）（3101室）
- 深圳市欣騰達科技有限公司（3011B室）
- 多能電路板維修有限公司（3011室）
- 恆宇集團（3010室）
- 深圳市世紀紅電子有限公司、深圳市國能電業有限公司（華强北路）（2501B室）
- 創芯國際（香港）有限公司（25樓部分）
- 深圳迪順通科技有限公司（25樓部分）
- 深圳成遠達科技有限公司（25樓部分）
- 深圳市勁電寶新能源科技有限公司（24樓）
- 恆森科技（2309B室）
- 深圳市安勝電子有限公司（2303室）
- 光能數位科技有限公司（2203室）
- 泓譽創誠科技開發有限公司（22樓部分）
- 深圳聯美科技有限公司（21樓部分）
- 燁鑫電子科技技術（21樓部分）
- 深圳浩潔科技有限公司（20樓）
- 深圳市辰威科技有限公司（17樓部分）
- 深圳愛酷奇科技有限公司 （17樓部分）
- 深圳市華元盛世科技有限公司（16樓）
- 深圳市創海同電子有限公司（1411B室）
- 開平銘星電子有限公司深圳辦事處（1402B室）
- 賽格創客中心（12樓）

## 交通
- 深圳地鐵華強路站A出入口
- 深圳地鐵華強北站D1，D2出入口
- 赛格广场公交车站
- 上海宾馆东公交车站
- 华强路地铁公交接驳站

## 實景

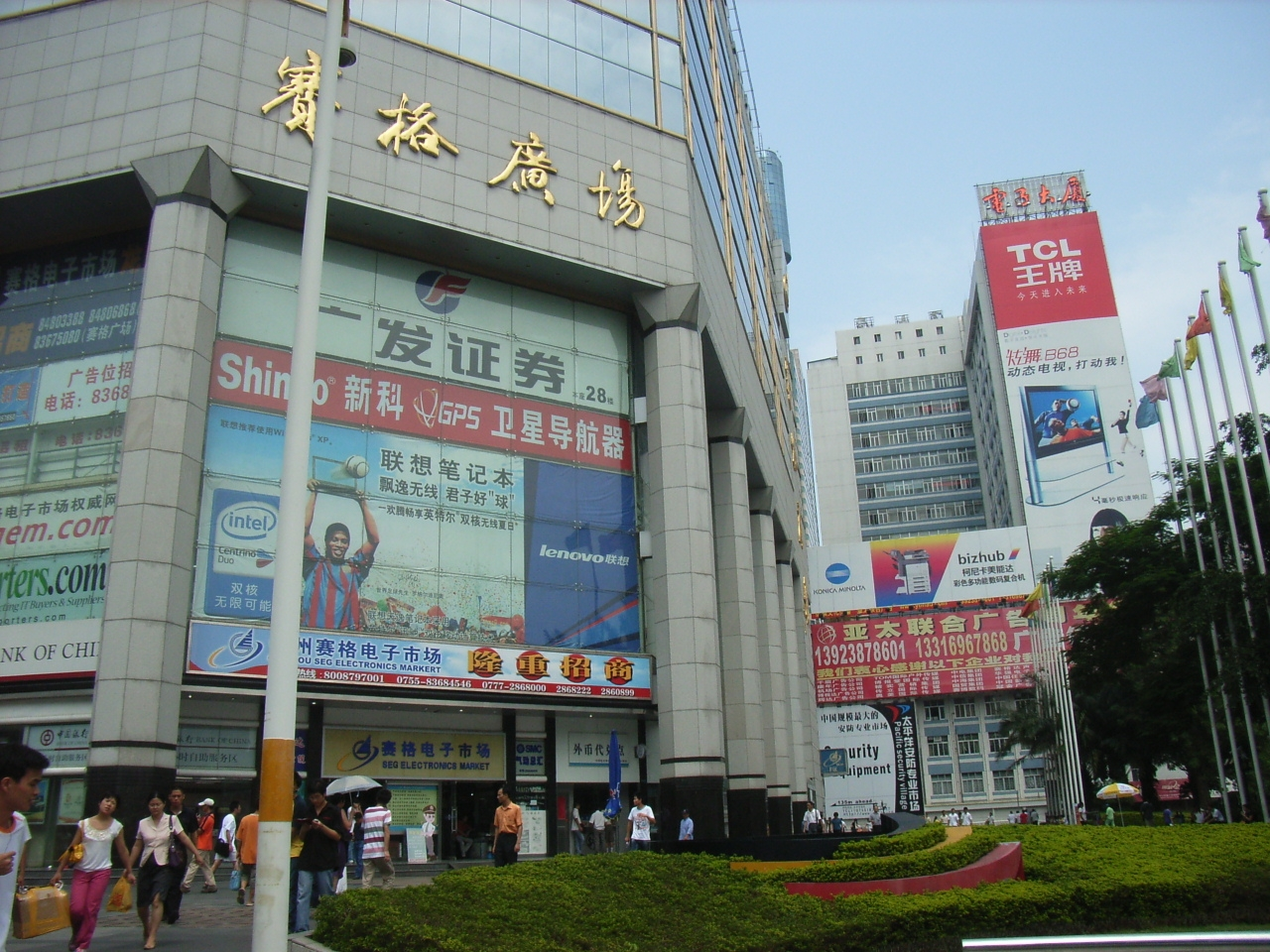
賽格廣場裙樓
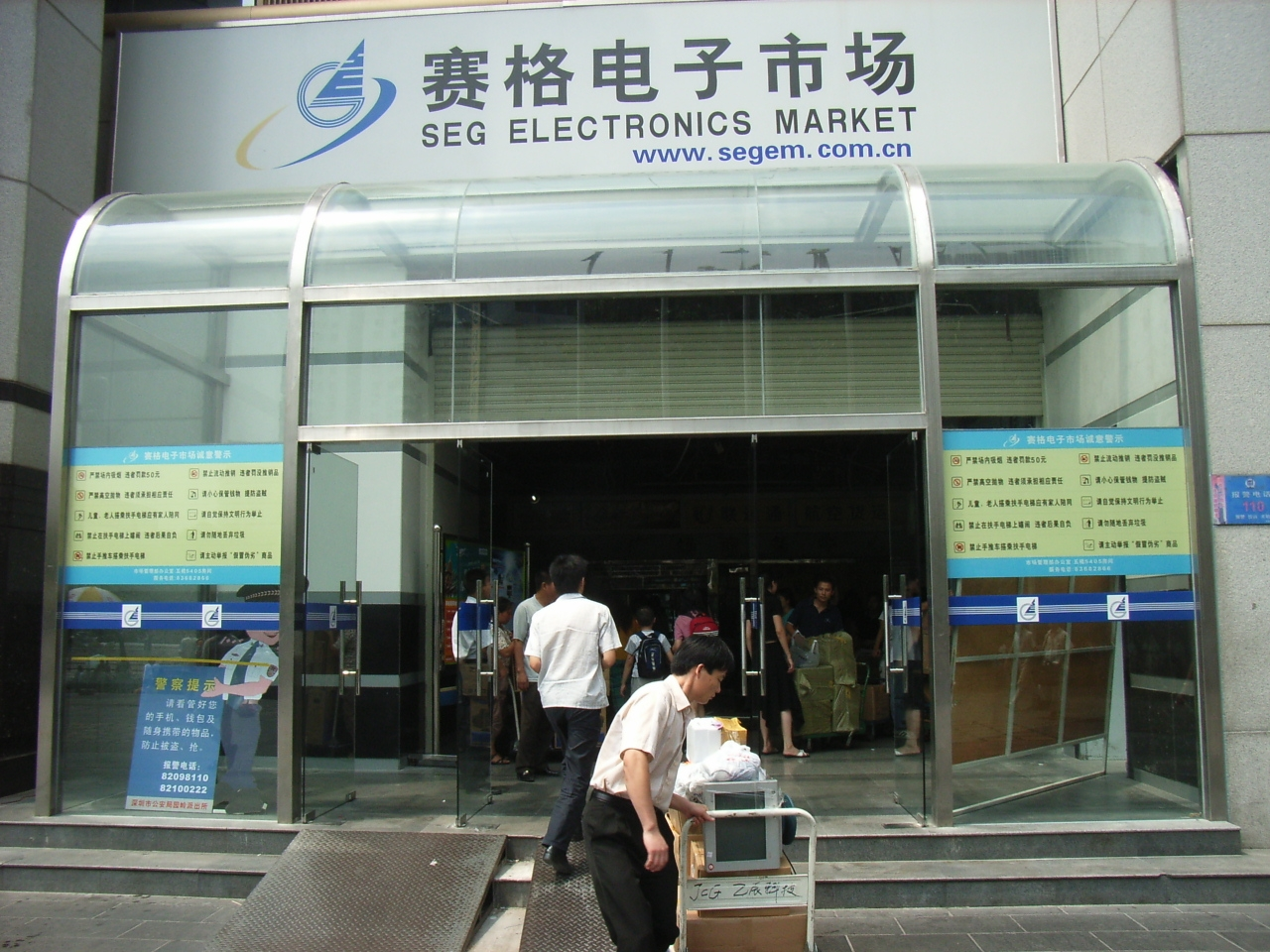
賽格電子市場
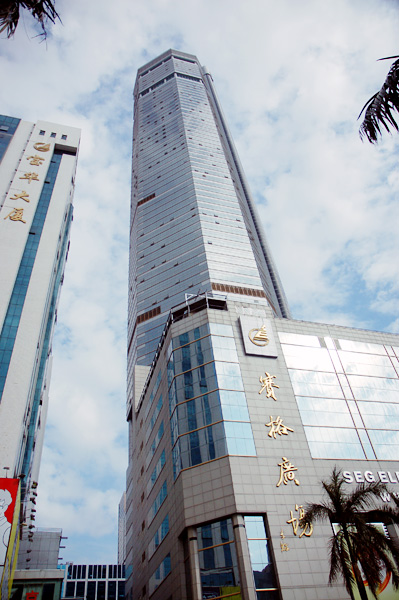
在华强中路往东看賽格广场，右边的宝华大厦底层也是賽格電子市場
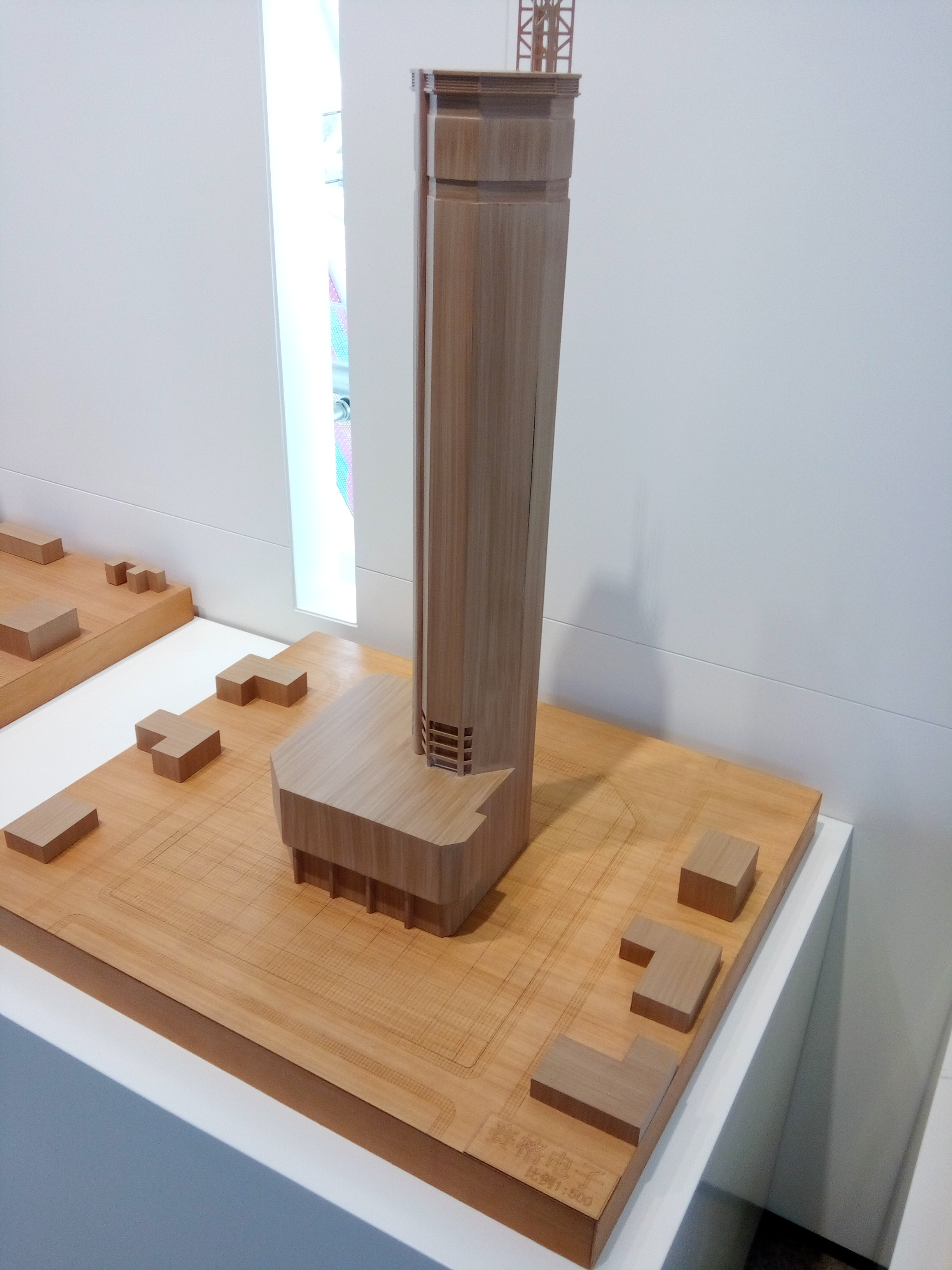
于深圳城市規劃展覽館展出的賽格广场模型
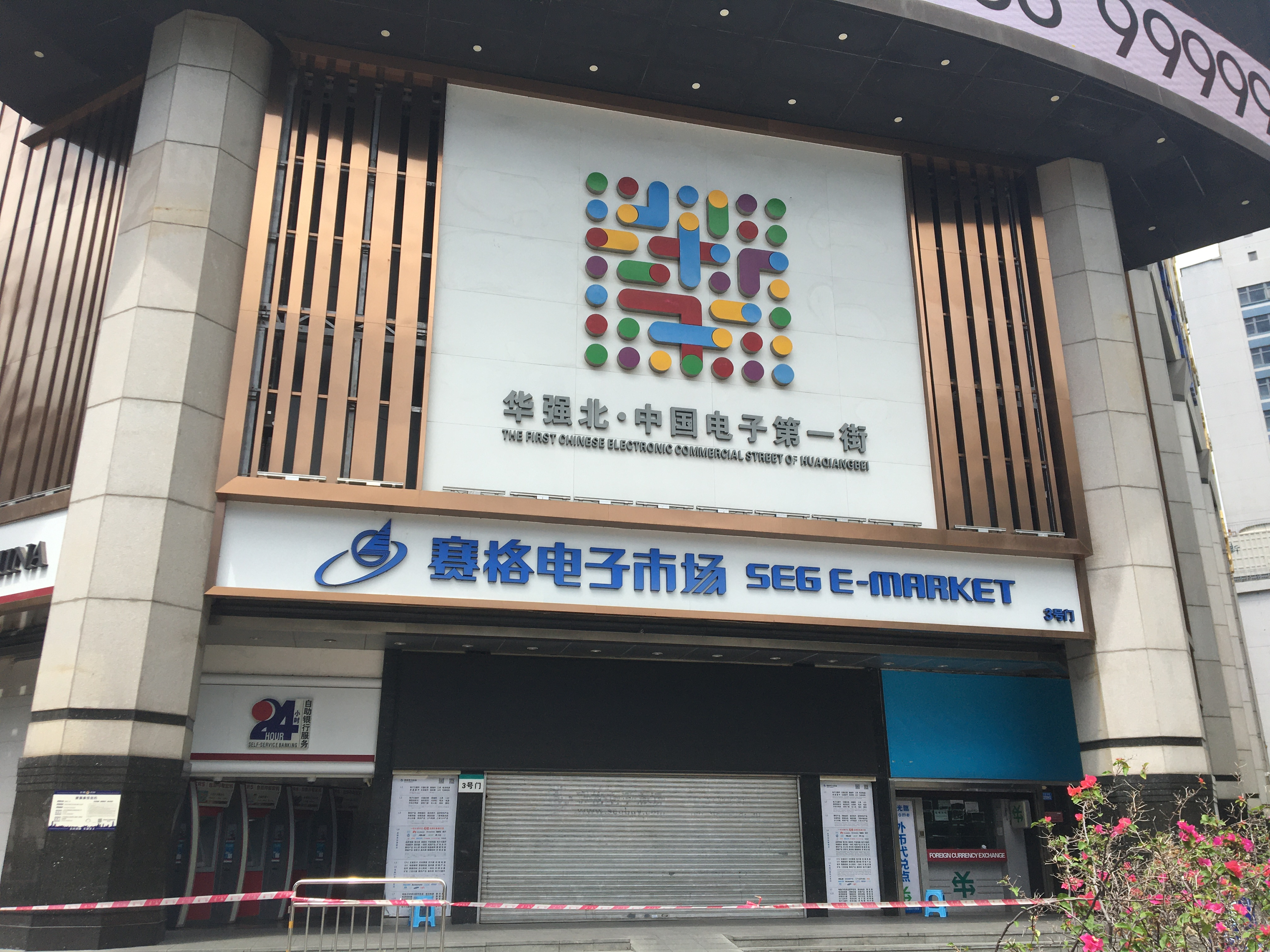
在摇晃事件中被封闭的赛格电子市场大门（2021）
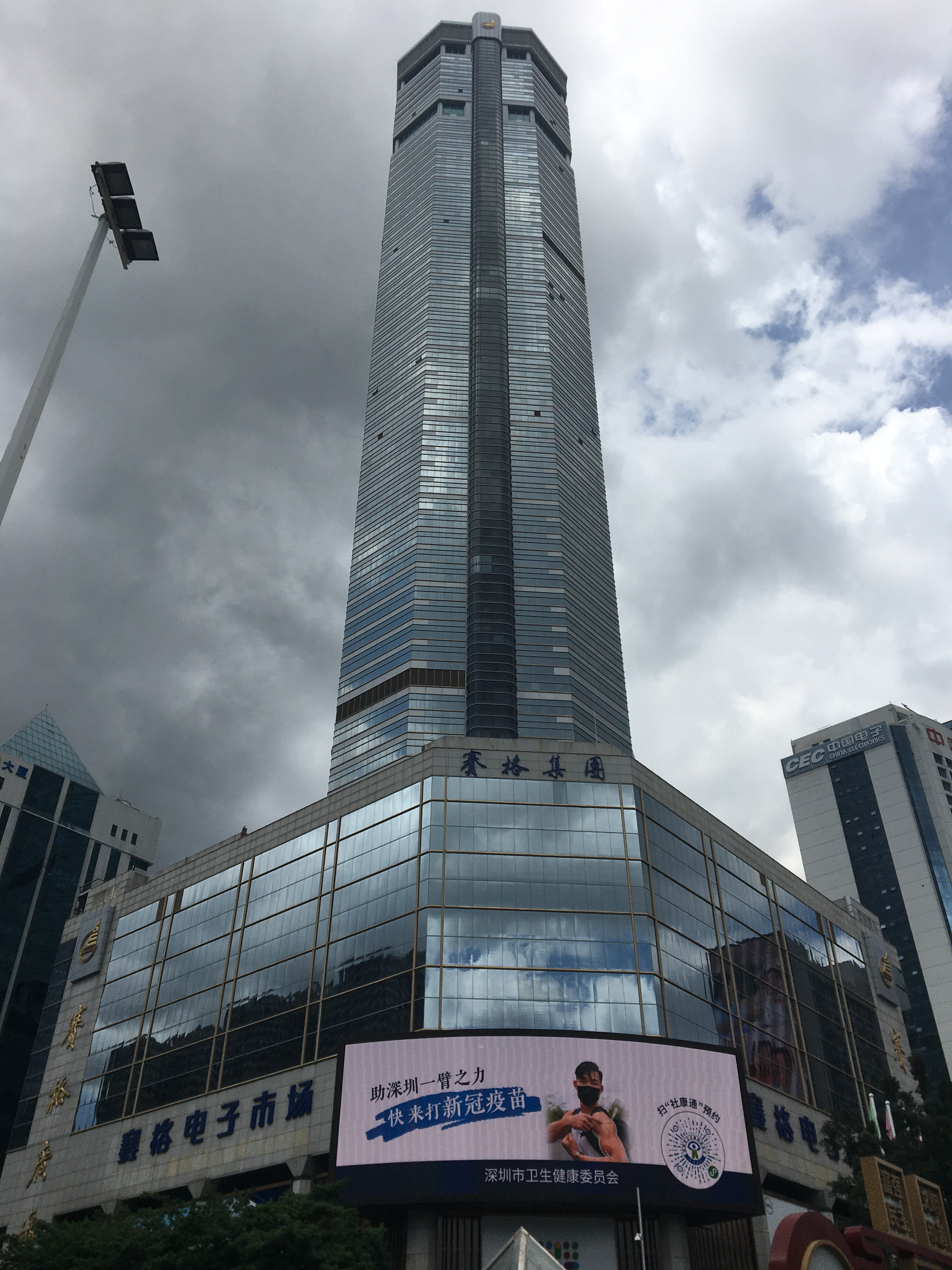
在摇晃事件后拍摄的赛格广场塔楼（2021）

## 事故

### 赛格大厦发生摇晃事件
2021年5月18日13时左右，大楼发生摇晃，楼内所有人员撤离。微博广传大量短片，指該大廈突然出现离奇强烈晃动，由於人们担心大厦随时倒塌，慌忙逃走。有网民形容当时情況“超级恐怖”，深圳市应急管理局表示，当时未有发生地震，正调查大楼摇晃的原因。深圳气象局也指，事发时风力仅5级，“称不上大风”。翌日，经科研机构专家初步调查，赛格大厦是上下震颤，而不是左右摆动；而造成震颤的原因是多种因素耦合，主要是风的影响，还有地铁运行（两条地铁从楼下经过）和温度的影响（近两天气温升高，温差达8度，对钢结构影响大）。经专家现场踏勘和会商研判，指出大厦主体结构是安全的，内部结构坚固，各种附属设施完好。
5月19日下午一点半到两点间，赛格大廈再度發生搖晃，高層商戶須要緊急撤離。
5月20日下午12時30分左右，大厦第三度發生搖晃，在35樓、55樓、60樓等多個樓層的商戶再次感受到晃動。同日，赛格集团宣布，自5月21日零时起，暂停所有业主、商户、租户进出赛格大厦写字楼和电子市场，待相关检测工作完成后再有序开放。赛格股价因此原因出现下跌。
在事故發生後的一天，有人找出20年前的碩士論文，指出賽格大廈存在邊設計邊施工的問題。

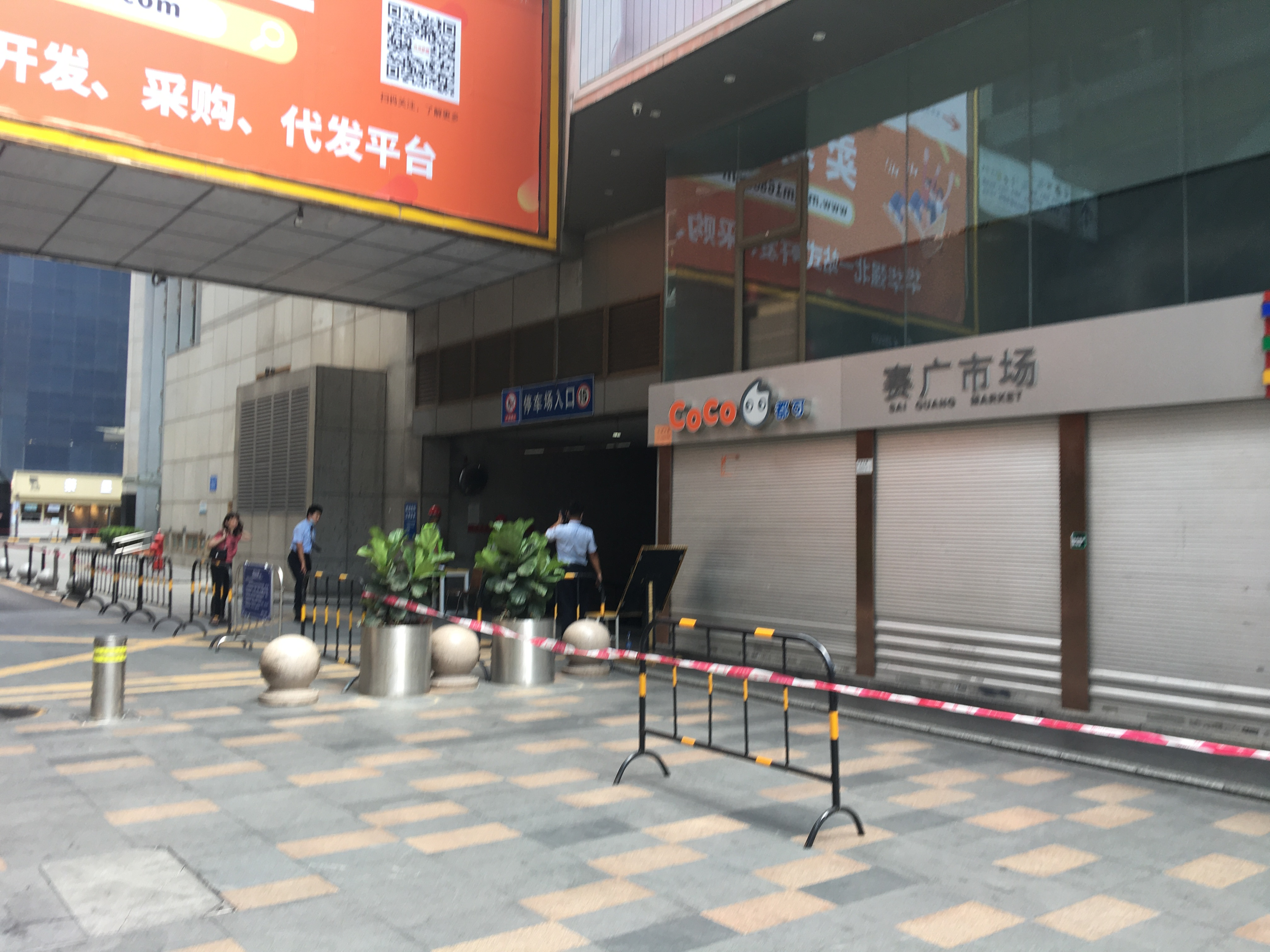
工程人员进入赛格广场主楼进行安全检测（2021）

5月21日，據傳中國國企中冶一局以17億人民幣得標加固工程，網上瘋傳大量泥頭工程車運送建築土方與材料進入封閉的賽格廣場的影片，顯示大樓亟需立刻開始以工程方法來維持安全。後被中冶一局深圳分公司證實是謠言，該企業實際中標項目是福田市場大廈片區的城市更新項目，和賽格大廈並無關係。
7月15日，深圳市住房和建設局的負責人表示，經過由五位中國工程院院士領頭的專家組以及深圳城市公共安全技術研究院等專業機構的聯合調查与鑑定後確定，導致五月份大樓搖晃的直接原因是：「桅杆風致渦激共振和大廈及桅杆動力特性改變的耦合，造成了賽格廣場大廈的有感振動」，專家組一致認定大樓主體結構安全可繼續使用。後續將拆除大樓桅杆，並將原有桅杆的防雷、航標功能在樓頂重新佈置。
9月7日，深圳赛格广场大厦桅杆拆除工程现场指挥部发布公告称，赛格广场大厦桅杆顺利拆除，已按科学程序认定大厦结构安全，有感振动风险已消除。自9月8日起，赛格广场大厦裙楼及塔楼将全部恢复运营使用。